# Mammillaria melaleuca
Mammillaria melaleuca ist eine Pflanzenart aus der Gattung Mammillaria in der Familie der Kakteengewächse (Cactaceae). Das Artepitheton melaleuca leitet sich von den griechischen Worten melas, melano- für ‚schwarz‘ sowie leuko für ‚weiß‘ ab und verweist auf die Bedornung der Art.

## Beschreibung
Mammillaria melaleuca wächst einzeln und im Alter auch Gruppen bildend. Die dunkelgrünen Triebe sind kugelig geformt und werden 6 bis 7 Zentimeter im Durchmesser groß. Die kräftigen Warzen sind dick, eiförmig-stumpf und ohne Milchsaft. Die Axillen sind nackt. Meist ist nur ein schlanker bis steifer Mitteldorn mit purpurbrauner Farbe vorhanden. Die 8 bis 9 Randdornen sind ausstrahlend und fast gerade, die oberen etwas länger braun, die unteren weiß.
Die gelben Blüten sind bis zu 3 Zentimeter lang. Die Früchte sind grünlich bis bräunlich. Sie enthalten schwärzlich braune Samen.

## Verbreitung, Systematik und Gefährdung
Mammillaria melaleuca ist im mexikanischen Bundesstaat Tamaulipas verbreitet.
Die Erstbeschreibung erfolgte 1850 durch Joseph zu Salm-Reifferscheidt-Dyck. Nomenklatorische Synonyme sind Cactus melaleucus (Karw. ex Salm-Dyck) Kuntze (1891), Mammillaria longimamma f. melaleuca (Karw. ex Salm-Dyck) Schelle (1926) und Dolichothele melaleuca (Karw. ex Salm-Dyck) Boed. (1933).
In der Roten Liste gefährdeter Arten der IUCN wird die Art als „Endangered (EN)“, d. h. als stark gefährdet geführt.

## Nachweise